# سوسنوفاي بور
سوسنوفاي بور (بالروسية: Сосновый Бор) هي إحدى مدن روسيا في الكيان الفدرالي الروسي لينينغراد أوبلاست.

## توأمة
لسوسنوفاي بور اتفاقيات توأمة مع:
- إيليكتروستال (8 سبتمبر 2007 - )

## أعلام
- يفجيني سطانيف